# トランスグレッシブ・アート
トランスグレッシブ・アート（Transgressive art）は、基本的な道徳や感性を怒らせたり、それらに反することを目的とした芸術。1985年に、アメリカ合衆国の映画製作者ニック・ゼッドと、そのシネマ・オブ・トランスグレッションによって「トランスグレッシブ」という用語がこの意味で初めて使用された。 